# City of Willoughby
City of Willoughby – jednostka samorządowa wchodząca w skład aglomeracji Sydney, położona 6 km na północ od CBD Sydney. Willoughby zamieszkuje 63126 mieszkańców powierzchnia wynosi 22,6 km². Rada Miejska zlokalizowana jest w dzielnicy Chatswood.

## Dzielnice
- Artarmon
- Castle Cove
- Castlecrag
- Chatswood
- Chatswood West[1]
- Lane Cove North[2]
- Middle Cove
- Naremburn
- North Willoughby
- Northbridge
- Roseville[3]
- St Leonards[4]
- Willoughby
- Willoughby East

## Galeria

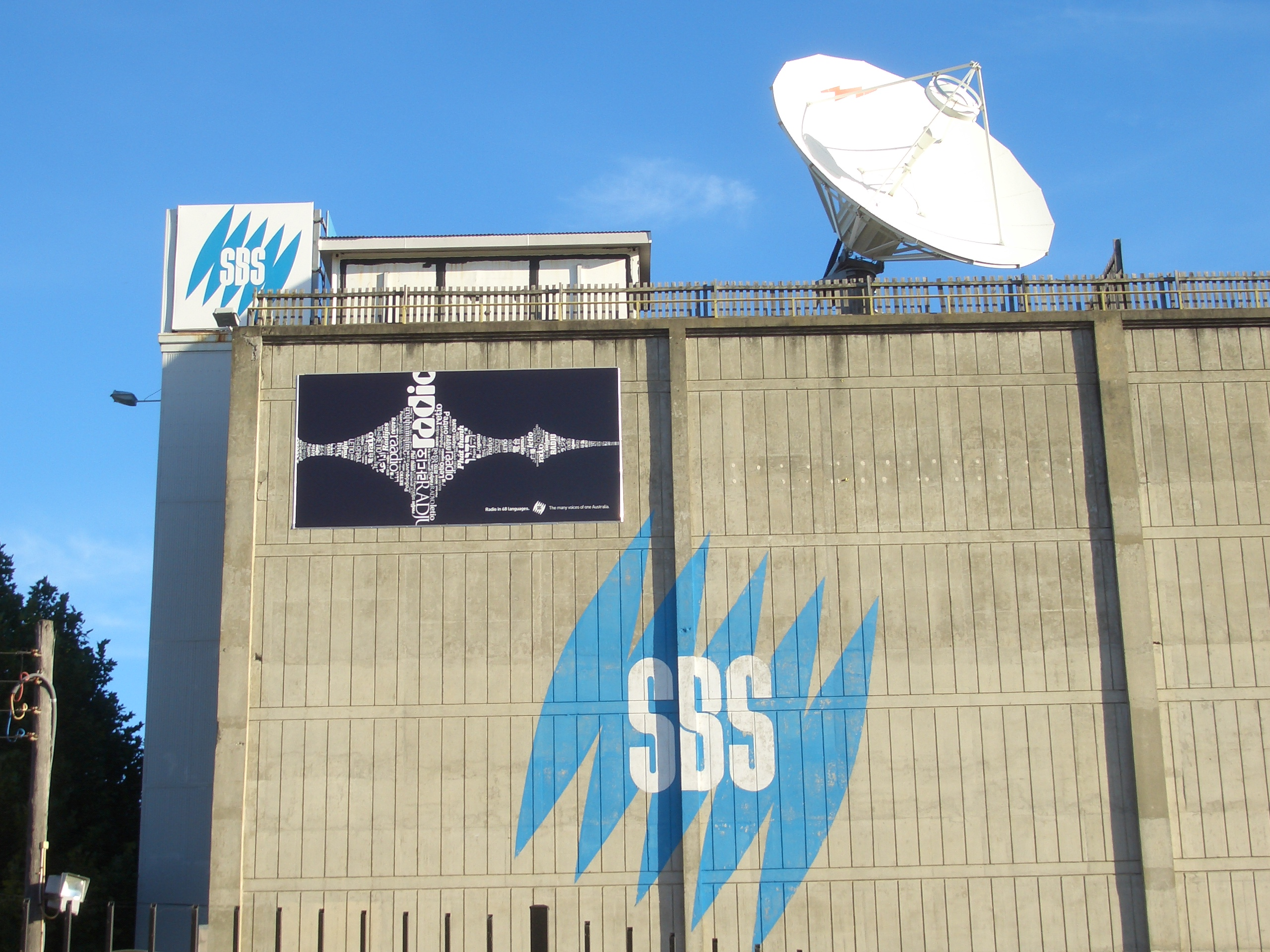
Studia SBS
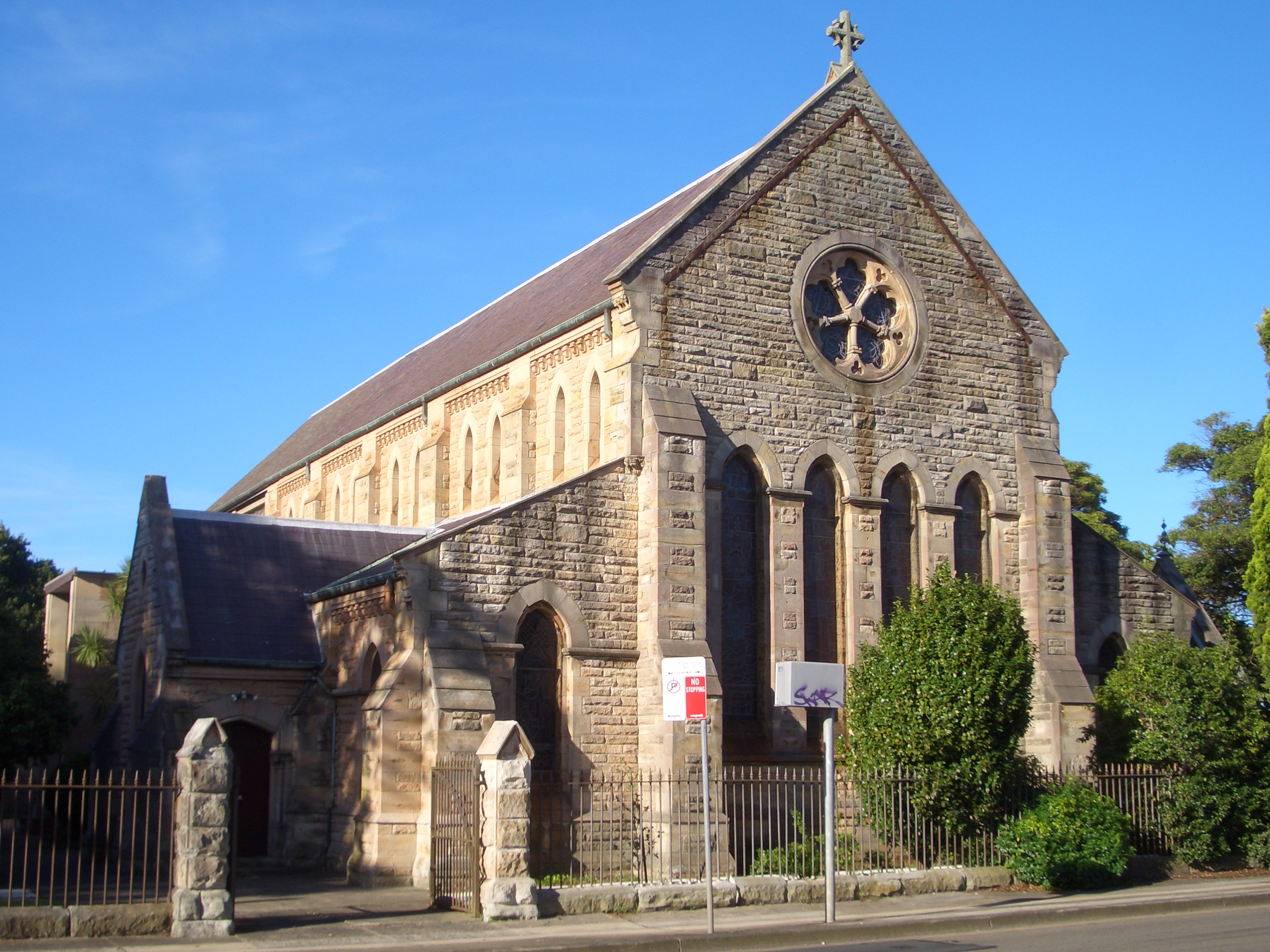
Anglikański kościół św. Stefana
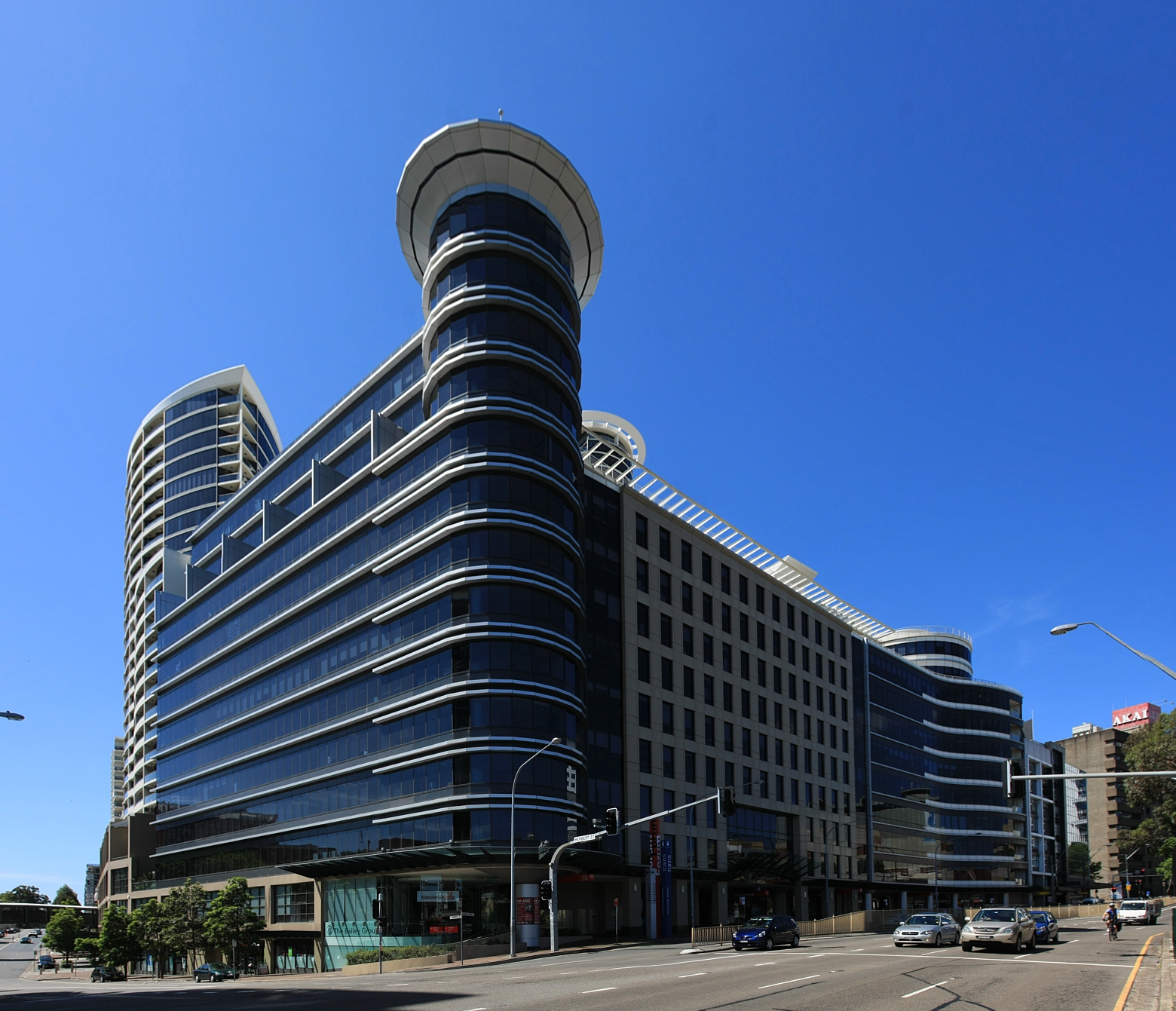
Budynek The Forum w dzielnicy St Leonards